# 710 (numero)
Settecentodieci (710) è il numero naturale dopo il 709 e prima del 711.

## Proprietà matematiche
- È un numero pari.
- È un numero composto con 8 divisori: 1, 2, 5, 10, 71, 142, 355, 710. Poiché la somma dei suoi divisori (escluso il numero stesso) è 586 < 710 è un numero difettivo.
- È un numero sfenico.
- È un numero nontotiente (per cui la equazione φ(x) = n non ha soluzione).
- È un numero congruente.
- È un numero palindromo e un numero ondulante nel sistema di numerazione posizionale a base 9 (868).
- È parte delle terne pitagoriche (426, 568, 710), (710, 1704, 1846), (710, 5016, 5066), (710, 25200, 25210), (710, 126024, 126026).

## Astronomia
- 710 Gertrud è un asteroide della fascia principale del sistema solare.
- NGC 710 è una galassia spirale della costellazione di Andromeda.

## Astronautica
- Cosmos 710 è un satellite artificiale russo.